# Горски скорпиони
Горските скорпиони (Heterometrus) са род скорпиони, принадлежащи към семейство Същински скорпиони (Scorpionidae). Видовете от този род се срещат основно в Южна и Югоизточна Азия.

## Класификация
Род Горски скорпиони
- Вид Heterometrus barberi Pocock, 1900
- Вид Heterometrus beccaloniae Kovařík, 2004
- Вид Heterometrus bengalensis C. L. Koch, 1841
- Вид Heterometrus cimrmani Kovařík, 2004
- Вид Heterometrus cyaneus C. L. Koch, 1836
- Вид Heterometrus flavimanus Pocock, 1900
- Вид Heterometrus fulvipes C. L. Koch, 1837
- Вид Heterometrus gravimanus Pocock, 1894
- Вид Heterometrus indus DeGeer, 1778
- Вид Heterometrus kanarensis Pocock, 1900
- Вид Heterometrus keralaensis Tikader & Bastawade, 1983
- Вид Heterometrus laoticus Couzijn, 1981
- Вид Heterometrus latimanus Pocock, 1894
- Вид Heterometrus liangi Zhu & Yang, 2007
- Вид Heterometrus liophysa Thorell, 1888
- Вид Heterometrus liurus Pocock, 1897
- Вид Heterometrus longimanus Herbst 1800
- Вид Heterometrus madraspatensis Pocock, 1900
- Вид Heterometrus mysorensis Kovařík, 2004
- Вид Heterometrus nepalensis Kovařík, 2004
- Вид Heterometrus petersii Thorell, 1876
- Вид Heterometrus phipsoni Pocock, 1893
- Вид Heterometrus rolciki Kovařík, 2004
- Вид Heterometrus scaber Thorell, 1876
- Вид Heterometrus sejnai Kovařík, 2004
- Вид Гигантски горски скорпион (Heterometrus spinifer) Ehrenberg, 1828
- Вид Heterometrus swammerdami Simon, 1872
- Вид Heterometrus telanganaensis Javed, Mirza, Tampal & Lourenco, 2010
- Вид Heterometrus thorellii Pocock, 1892
- Вид Heterometrus tibetanus Lourenço, Qi & Zhu, 2005
- Вид Heterometrus tristis Henderson, 1919
- Вид Heterometrus ubicki Kovařík, 2004
- Вид Heterometrus wroughtoni Pocock, 1899
- Вид Heterometrus xanthopus Pocock, 1897